# Condado de Macoupin
El condado de Macoupin (en inglés: Macoupin County) es un condado en el estado estadounidense de Illinois. En el censo de 2000 el condado tenía una población de 49 019 habitantes. Forma parte del área de Gran San Luis. La sede de condado es Carlinville. El condado fue formado el 17 de enero de 1829 a partir de los condados de Greene y Madison. Fue nombrado en honor al Macoupin Creek, un arroyo que pasa cerca de Carlinville y desemboca en el río Illinois.

## Geografía
Según la Oficina del Censo, el condado tiene un área total de 2247 km² (868 sq mi), de la cual 2237 km² (864 sq mi) es tierra y 10 km² (4 sq mi) (0,47%) es agua.

### Condados adyacentes
- Condado de Sangamon (noreste)
- Condado de Montgomery (este)
- Condado de Madison (sur)
- Condado de Greene (oeste)
- Condado de Jersey (oeste)
- Condado de Morgan (noroeste)

## Autopistas importantes
- Interestatal 55
- Ruta Estatal de Illinois 4
- Ruta Estatal de Illinois 108
- Ruta Estatal de Illinois 111
- Ruta Estatal de Illinois 138
- Ruta Estatal de Illinois 159
- Ruta Estatal de Illinois 267

## Demografía
En el  censo de 2000, hubo 49 019 personas, 19 253 hogares y 13 631 familias residiendo en el condado. La densidad poblacional era de 57 personas por milla cuadrada (22/km²). En el 2000 había 21 097 unidades habitacionales en una densidad de 24 por milla cuadrada (9/km²). La demografía del condado era de 97,99% blancos, 0,82% afroamericanos, 0,22% amerindios, 0,18% asiáticos, 0,03% isleños del Pacífico, 0,15% de otras razas y 0,61% de dos o más razas. 0,62% de la población era de origen hispano o latino de cualquier raza. 
La renta promedio para un hogar del condado era de $36. 190 y el ingreso promedio para una familia era de $43 021. En 2000 los hombres tenían un ingreso medio de $34 369 versus $22 293 para las mujeres. La renta per cápita para el condado era de $17 298 y el 9,40% de la población estaba bajo el umbral de pobreza nacional.

## Ciudades y pueblos
| - Barr - Benld - Brighton - Bunker Hill - Carlinville | - Chesterfield - Dorchester - Eagarville - East Gillespie - Gillespie | - Girard - Hettick - Lake Ka-ho - Medora - Modesto | - Mount Clare - Mount Olive - Nilwood - Palmyra - Piasa | - Reader - Royal Lakes - Sawyerville - Scottville - Shipman | - Standard City - Staunton - Virden - White City - Wilsonville |